# Lauenhagen
Lauenhagen is een gemeente in de Duitse deelstaat Nedersaksen. De gemeente beslaat het meest oostelijke deel van de Samtgemeinde Niedernwöhren in de Landkreis Schaumburg.
Lauenhagen telt 1.335 inwoners.
Het dorp bestaat uit twee langgerekte, door boerderijen omzoomde dorpsstraten, waarvan het noordoostelijke gedeelte als een apart dorp Hülshagen wordt beschouwd. Hülshagen was tot 1974 ook een afzonderlijke gemeente. Lauenhagen ligt ongeveer 3 km ten noorden van Stadthagen. Ten noorden van het dorp loopt het Mittellandkanaal.
De gemeente is niet per trein bereikbaar; het dichtstbij gelegen station staat in Stadthagen. Lauenhagen is per streekbus bereikbaar vanuit Stadthagen; deze bus rijdt echter slechts een of twee keer per dag.
De Bundesstraße 65 loopt langs Stadthagen en is de belangrijkste verkeersweg in de omgeving.

## Geschiedenis, economie
Lauenhagen wordt in  1247 als Lewenhagen voor het eerst in een document vermeld, Hülshagen in 1465. 
Het zijn allebei van origine typische Hagenhufendörfer, langgerekte lintdorpen langs een beek, ontstaan bij het ontginnen van het bos Dülwald.  
Evenals de meeste andere dorpen in de Samtgemeinde Niedernwöhren hebben Lauenhagen en Hülshagen nog vrij sterk het karakter van boerendorpen, en is daar pas na plm. 1970 enige verandering in gekomen door de komst van woonforensen met een baan in Stadthagen of een andere stad in de omgeving.

## Bezienswaardigheden
- In Hülshagen is een kulturhus in een fraaie, oude, in 2004 verplaatste en gerestaureerde vakwerkboerderij ingericht. Ook elders in de gemeente staan enkele schilderachtige, oude vakwerkboerderijen.
- De uit 1253 daterende, evangelisch-lutherse Maria-Magdalenakerk in Lauenhagen werd rond 1500 en in 2007 grondig gerenoveerd. In het interieur bevinden zich een modern altaarstuk uit 2003, en diverse andere liturgische voorwerpen uit de 17e t/m de vroege 21e eeuw.

## Afbeeldingen

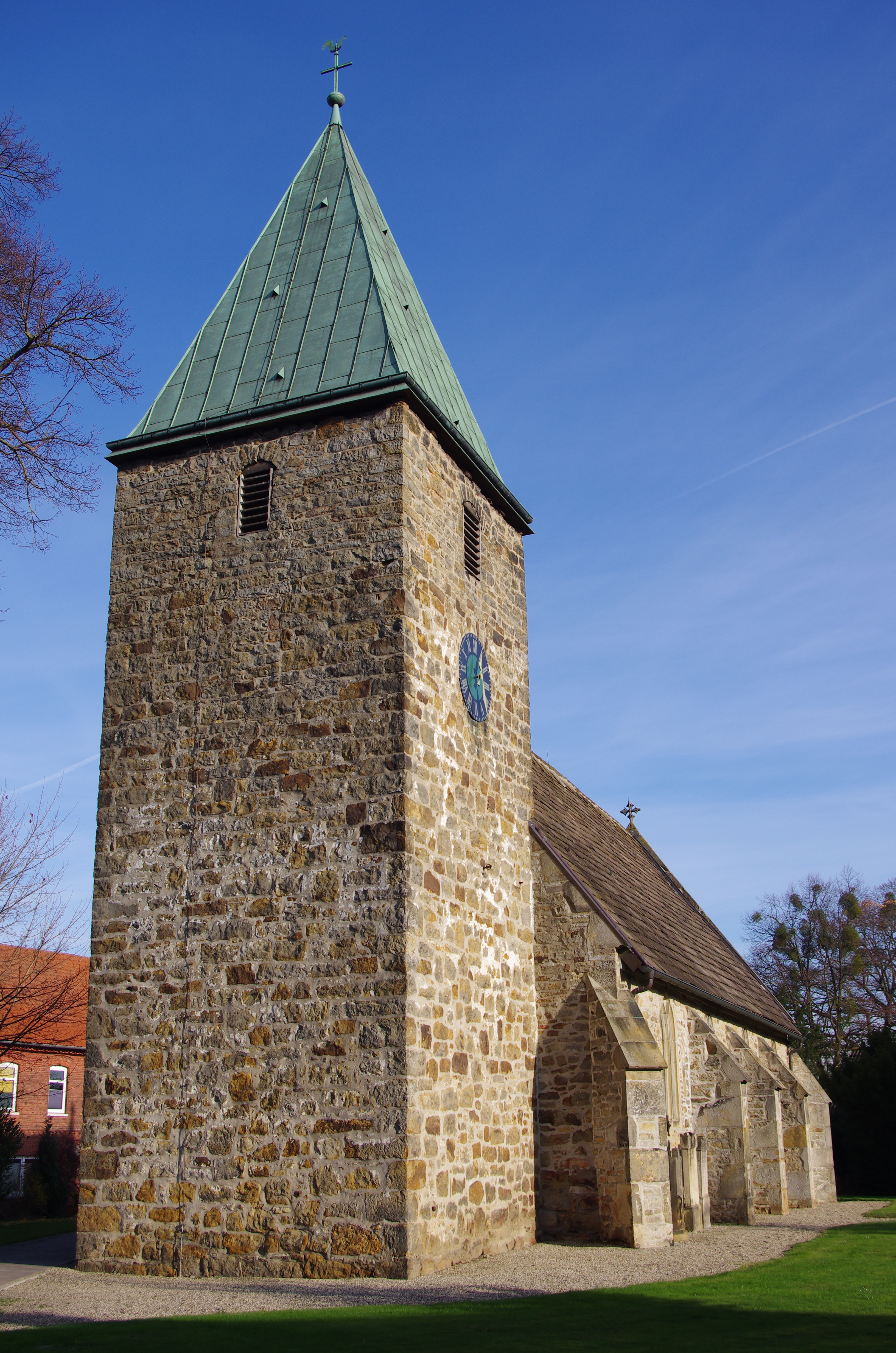
Evangelisch-lutherse Maria-Magdalenakerk

## Geboren
Wilhelm Mensching (* 5 oktober 1887 in Lauenhagen; † 25 augustus 1964 in Stadthagen), evangelisch-luthers zendeling in Afrika, tegenstander van de superioriteit van het blanke ras en daarmee ook van het nationaalsocialisme, aanhanger van het gedachtegoed van Mahatma Gandhi. 

## Overig
Voor meer informatie zie: Samtgemeinde Niedernwöhren.
- Gemeinsame Normdatei: 4269570-3
- Virtual International Authority File: 235597277

Ahnsen · 
Apelern · 
Auetal · 
Auhagen · 
Bad Eilsen · 
Bad Nenndorf · 
Beckedorf · 
Buchholz · 
Bückeburg · 
Hagenburg · 
Haste · 
Heeßen · 
Helpsen · 
Hespe · 
Heuerßen · 
Hohnhorst · 
Hülsede · 
Lauenau · 
Lauenhagen · 
Lindhorst · 
Lüdersfeld · 
Luhden · 
Meerbeck · 
Messenkamp · 
Niedernwöhren · 
Nienstädt · 
Nordsehl · 
Obernkirchen · 
Pohle · 
Pollhagen · 
Rinteln · 
Rodenberg · 
Sachsenhagen · 
Seggebruch · 
Stadthagen · 
Suthfeld · 
Wiedensahl · 
Wölpinghausen